# Antti Loikkanen
Antti Loikkanen (15 aprile 1955) è un ex mezzofondista finlandese.

## Palmarès

### Europei indoor
- 3 medaglie:
  - 1 oro (Milano 1978 nei 1500 m piani)
  - 2 bronzi (Milano 1982 nei 1500 m piani; Budapest 1983 nei 1500 m piani)